# 敵性市民
敵性市民（英: hostile citizen, hostile civilian (population)）とは、国家に対して不利益かつ反社会的な政治活動や市民運動を行う敵性色の強い市民の総称。この中には敵国の支持政党や支持者、積極的に反体制的な思想を流布したり政権転覆を扇動したりする者や、戦争状態になると敵軍を支援するようなゲリラ活動も行う者もいる。敵性国家の移民なども含む場合もある。

## 第二次世界大戦中の敵性市民
第二次世界大戦中、アメリカ合衆国をはじめとする連合国の多くの日系人が敵性市民とされ強制収容所に収監された。これには、アメリカ陸軍に入隊していた日系二世も含まれていた。
「米国への忠誠が疑われた多くの日系人がそうしたように、アメリカ国民としてのアイデンティティを選択し、兵役に服することを受け入れた」という日系人もいたとされる。
アメリカ陸軍が結成した第442連隊戦闘団は、このような日系二世から構成されていた。